# Marssonopora
Marssonopora is een mosdiertjesgeslacht uit de familie van de Calloporidae en de orde Cheilostomatida. De wetenschappelijke naam ervan is in 1914 voor het eerst geldig gepubliceerd door Lang.

## Soorten
- Marssonopora kermadecensis Gordon, 1984
- Marssonopora uncifera Canu & Bassler, 1928